# Chieti

Campanar de l'església de Chieti

Chieti és un municipi italià, situat a la regió dels Abruços i a la província de Chieti. L'any 2006 tenia 55.260 habitants.
A Chieti hi ha un dels campus de la Universitat Gabriele d'Annunzio.

## Fills il·lustres
- Guido Maggiorini Gatti (1892-1973) critic i editor musical.
- Alessandro Valignano (1539 - 1606) jesuïta, missioner a la Xina i al Japó.